# Frans Brusselmans
Frans Julius Maria Lodewijk Brusselmans (Mechelen, 9 april 1893 - Korbeek-Lo, 6 januari 1967) was een Belgisch volksvertegenwoordiger en hoogleraar.

## Levensloop
Brusselmans was de tweede van de negen kinderen van de Mechelse vrouwenarts Brusselmans, die tot een familie behoorde die haar wortels had in Steenhuffel. Hij kreeg zelf tien kinderen. Een van zijn dochters, Godelieve Brusselmans (1928-2014) trouwde met professor Joseph Hoet en na diens overlijden met de bouwer van Louvain-la-Neuve, professor Michel Woitrin.
Brusselmans promoveerde tot doctor in de rechten en werd hoogleraar (1923-1955) aan de Katholieke Universiteit Leuven. Hij doceerde grondwettelijk recht en burgerlijk recht. In 1939-1942 was hij decaan van de rechtsfaculteit.
Hij was verbonden met de Belgische Boerenbond (onder meer als lid van de Raad van Bestuur van de Middenkredietkas) en zetelde als belangenverdediger van deze organisatie van 1921 tot 1936 in de Kamer als volksvertegenwoordiger, verkozen voor het arrondissement Veurne-Diksmuide-Oostende.
Twee van zijn broers waren eveneens aan de KU Leuven verbonden:
- dr. Paul Brusselmans, hoogleraar en decaan van de faculteit geneeskunde, lid van de Koninklijke academie voor geneeskunde,
- kanunnik Jules Brusselmans, bibliothecaris van de universiteit.

## Publicaties
- De juridische grondslag van de machtigingswetten, 1930
- Salazar et le réveil du catholicisme portugais, 1939
- Monseigneur Ladeuze en de rechtsfaculteit, 1940